# Meredith Grey
Meredith Eleonor Grey és el nom del personatge de ficció i protagonista de la sèrie de televisió Anatomia de Grey de la companyia estatunidenca ABC. El personatge va ser creat per Shonda Rhimes i és interpretat per l'actriu Ellen Pompeo.
Meredith va començar el seu pas per la sèrie com a interna de l'hospital "Seattle Grace Hospital" apareixent al primer capítol "A hard's day night". A mesura dels anys va ascendint a resident de cirurgia, cirurgiana general, cap de cirurgia general i finalment, directora del programa de residents.

## El passat de la protagonista
La doctora Grey és filla de Thatcher Grey i Ellis Grey (Cirurgiana mundialment coneguda) actualment morts. Va estar casada amb el doctor Derek Shepherd fins al dia que abandona la sèrie atropellat per un cotxe. Van tenir dues filles, Zola i Ellis i un fill, Bailey. Tenia una germanastra, Ellis Grey, morta en un accident d'avió. Filla del seu pare Thatcher i la seva madrastra Susan Grey, també morta.
Va estudiar al Dartmouth College sense donar-li massa importància als estudis. Sortia de festa i bevia alcohol diàriament amb la seva amiga Sadie Harris. Tot i això, va aconseguir graduar-se. Durant l'estada al college, Ellis la seva mare, va estar discutint amb la Meredith sobre el seu futur. Va suggerir que la Meredith trobés una altra direcció a la seva vida, entrar a l'escola de medicina i especialitzar-se a la cirurgia. Com la seva mare ho va fer. Després d'una discussió sobre el futur de la Meredith, ella mateixa va passar dos mesos viatjant a Europa amb la seva millor amiga Sadie Harris.
Però durant aquest temps, la mare de la Meredith, va ser diagnosticada amb un començament de la malaltia d'Alzheimer i va ser ingressada en una llar d'ancians a Seattle. Aquest diagnòstic va ser el motiu i l'impuls necessari que li va donar a la Meredith per començar a l'escola de medicina. Després de graduar-se de l'escola de medicina, va tornar a Seattle des de Boston. Es va allotjar a la casa on prèviament havia viscut durant la infantesa per començar la seva passantia a Seattle Grace.

## Història

### Temporada 1
La Meredith comença la seva nova vida a Seattle. La nit anterior al seu primer dia en l'hospital, coneix a un home al "bar del Joe". Un estrany amb el qual acaba tenint una aventura d'una nit. Ell resulta ser el cap de neurocirurgia conegut com a Derek Shepherd. El primer dia de treball la Meredith comença sent interna i li assignen a la Dra. Bailey com a resident junt amb els seus nous companys: Izzie Stevens, Cristina Yang, Alex Karev i George Omaley. El doctor Shepherd i la Meredith inicien una relació, però és just quan s'acaba la temporada i arriba la dona del Derek. Causa un gran desconcert per ella, la Meredith.

### Temporada 2
La vida es posa més intensa per la interna i els seus companys de l'Hospital Seattle Grace el segon any, després que la relació de Derek i Meredith es torna completament de bojos després d'arribada de la dona de Derek. A causa del retrobament inesperat i assabentar-se que forma part d'un triangle amorós, el deixa estar i comença una nova relació amb el veterinari del seu gos, en Finn. A més a més, sobreviu a un intent d'explosió d'una bomba a l'hospital. En el final de la temporada, mor la mare de la protagonista, Ellis Grey.

### Temporada 3
Finalment, a la tercera temporada la Meredith tria Derek. Tenen els seus alts i baixos, sobretot quan hi ha un accident d'un ferri i la Meredith s'ofega causant la seva mort durant uns minuts. Més tard, descobreixen que no va lluitar per nedar i evitar aquest ensurt. A partir d'aquí va començar a tenir visites amb la psiquiàtra de l'hospital per parlar-ne.

### Temporada 4
En la temporada 4, la interna Meredith Grey deixa de ser-ho per començar els seus 4 anys de residència. Així doncs, entra un nou grup d'interns i una de les noves doctores resulta ser la seva germanastra, Lexie Grey. La primera impressió que té la Meredith cap a ella és dolenta, però a mesura del temps aniran creant una bonica amistat. La relació entre el Derek i la Meredith acaba però continuen tenint trobades sexuals. Ells dos, realitzen un assaig clínic per a pacients amb tumors cerebrals. Perden tots els seus pacients, excepte la "número 14", l'última pacient que la junta els va donar per seguir amb l'assaig.

### Temporada 5
En la cinquena temporada, la dorctora Grey i el Derek finalment es casen. Ho fan a través d'un post-it, ja que no poden reprimir les ganes que tenen a casar-se. Mentre, ella com a resident, comença a experienciar les seves primeres operacions en solitari. Comenta lo orgullosa que hauria estat la seva mare si hagués estat present.

### Temporada 6
L'hospital Seattle Grace, es veu obligat a fer una fusió amb el Mercy West, un hospital de la zona. Aquest canvi porta molts acomiadaments i, varis d'aquests, són companys i amics de la Meredith. Mentrestant, el seu pare Thatcher, acut desorientat a urgències. Necessita un trasplantament de ronyó i fetge. La Meredith, per molt que no estigui d'acord amb el que fa, acaba donant aquests òrgans al seu pare. Després de tot queda embarassada, però pateix un avortament espontani després de veure com Derek és ferit en un tiroteig dins de l'hospital.

### Temporada 7
Ja a l'últim any de residència de la Meredith, intenta tenir de nou fills amb el seu marit. S'adonen que no tenen gaires possibilitats i consideren l'opció d'adoptar. Mentrestant, el Derek decideix començar un assaig clínic per trobar la cura de la malaltia d'Alzheimer, ja que tema que la Meredith ho hagi heretat de la seva mare.

### Temporada 8
En el cinquè any de residència, la Meredith manipula unes proves de l'assaig que estava fent juntament amb el seu marit i, a conseqüència, deixa la neurocirurgia per no entrar amb problemes amb el seu marit i passa a la cirurgia general. La doctora Grey juntament amb 4 companys més (el seu marit inclòs) agafen un avió per portar un cas fora de Seattle i pateixen un greu accident en un bosc.

### Temporada 9
Una temporada on la Meredith està de dol per la mort de Lexie i li dona suport a Derek, que potser mai no aconseguirà operar de nou. A canvi, reben 15 milions de dòlars de l'assegurança.

### Temporada 10
La Meredith, ja és mare de dos nadons, un nen i una nena. Intenta combinar la seva vida laboral amb la familiar i li resulta molt complicat. Al final de la temporada, s'ha de acomiadar de la seva millor amiga, de la seva "persona". La Christina decideix abandonar el Seattle Grace per continuar amb la seva carrera de cardiología.

### Temporada 11
Fins ara, ha sigut la temporada més devastadora per a Meredith Grey. No només va començar a tenir dificultats en el seu matrimoni amb Derek i va prendre la decisió de quedar-se a Seattle, on va tenir la seva pròpia vida i carrera, sinó que també el va perdre,(Derek) després de morir en un accident automobilístic. A més, la mare vídua de dos nens va donar a llum el nadó pòstum de Derek sola.

### Temporada 12
A la dotzena temporada la Meredith afronta el fet de quedar-se sola amb tres fills. És atacada per un pacient i ha de conviure amb la infermera que no va aconseguir salvar Derek.

### Temporada 13
En la tretzena temporada, es comença a desprendre del Derek i comença una nova relació amb Nathan Riggs. Passa una catàstrofe a Grey Sloan, i els doctors fan tot el que poden per evacuar l'hospital.

### Temporada 14
La Meredith aconsegueix fer una de les tècniques més revolucionàries fins al moment. Finalment, la protagonista va guanyar el premi més adorar per tots els cirurgians. El premi Harper Avery. Un dels més prestigiosos el qual afirma que ja formes part de la professionalitat total al món dels doctors.

### Temporada 15
En aquesta temporada, intenta seguir amb la seva vida amorosa tenint vàries cites amb dos homes. Finalment, escull per començar una relació seriosa amb l'intern Andrew de Luca. A més, comença a treballar en un nou projecte de recerca sobre dispositius de diagnòstics comestibles no invasius.

### Temporada 16
Els doctors del Grey Sloan, cometen un greu delicte de frau d'assegurances. La Meredith, ha de complir servei comunitari per recuperar la llicència de doctora. Tot i això, continua diagnosticant a pacients.

### Temporada 17
Com a la resta del món, la Covid arriba a Seattle i els metges estan enfeinats tot el dia. Una crisi mundial que on la Meredith s'ocupa de la Unitat de cures intensives. Al passar dia i nit tancada amb pacients vírics, contrau la perillosa malaltia i ha de guardar repòs. Els seus amics intenten trobar la cura perquè millori com més aviat millor.

### Temporada 18
Els últims mesos per la Meredith han sigut esgotadors, les seqüeles de la COVID no li marxaven i ho passava realment malament. Quan finalment s'ha recuperat completament, ha retornat al treball amb un nou lloc, la cap del programa de residència. Al final d'aquesta temporada, la Meredith tenint el lloc de directora de l'hospital, finalment diu adéu.

## Caracterització i creació
El personatge va ser creat per Shonda Rhimes l'any 2005. Meredith Grey és molt desconfiada quan es tracta de persones. Aquest podria ser un mecanisme de defensa, ja que moltes de les persones que estimava li van fer mal anteriorment i no volia que es repetís. Però aquesta pròpia naturalesa li dificulta fer amics a l'hospital. A més, és una noia intel·ligent, treballadora, i amb bons instints mèdics.
El que menys li agrada és que la gent fiqui els nassos a la seva vida ni a les seves coses. És una jove molt humil que anteposa la felicitat dels seus amics i dels seus éssers estimats a la d'ella, és capaç de ficar-se a qualsevol embolic per poder ajudar-los.
Durant la primera temporada del show, l'actriu Ellen Pompeo interpreta la jove interna Meredith de només 25 anys, mentre l'actriu vorejava els 33. Això significa una diferència de 9 anys que es va poder dissimular a l'inici a base de maquillatge i retocs, però amb el temps ha estat cada cop més evident aquesta diferència d'edat.

## Recepció del personatge

### Crítiques
El personatge ha rebut crítiques molt positives. La resposta inicial al personatge va ser bona i a mesura que avançava la sèrie, Meredith Grey es va fer immensament popular i l’actriu va establir el personatge com un favorit dels crítics i els fanàtics en diverses llistes de personatges principals de TV.

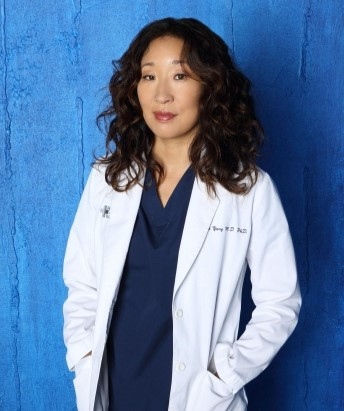
Cristina Yang

L'audiència va acollir de manera espectacular l'amistat entre la protagonista i Christina Yang. La manera que es van convertir en les seves "persones" sense tenir intenció d'apropar-se durant els primers episodis. Marama Whyte d'Hypable va escriure: "Derek era l'amor de la seva vida, però Cristina era la seva ànima bessona".
Tot i això, també ha rebut moltes males ressenyes quant a les seves decisions i tractes envers la vida amorosa. La gent no aguanta ni que el mateix personatge refaci la vida i aspiri a la felicitat.
Una de les guionistes de la sèrie, Krista Vernoff, va explicar fa un temps a TV Guide que es sentia francament aclaparada per la "crueltat" amb què els fans havien rebut la nova parella de Grey, l'intern Andrew DeLuca, després de diverses temporades sense parella pel duel al seu marit: "Em sorprèn que algú que vol un personatge pugui desitjar que no tingui cap altra relació durant la resta de la seva vida sense importar quan arribi a viure. Això és cruel. No ho puc entendre, aquesta idea que algú recolzi que no trobi l'amor mai més després de quedar-se vídua tan jove em torna boja", va dir, rebel·lant-se contra un sector de l'audiència que es nega a tornar a aparellar la protagonista.
Després del llançament de la temporada 18 de la sèrie, l'estrella absoluta de la sèrie, Ellen Pompeo, ha vist com no li agrada un sector important dels seus fans. A través de les xarxes socials ha vist que, sobretot, alguns espectadors de la longeva ficció han alçat la veu per demanar explicacions de per què un personatge tan icònic està sent tan mal portat.
Les crítiques d'aquests seguidors se centren en la figura d'Ellen Pompeo, intèrpret de Meredith Grey, i productora executiva de la sèrie. I és que apunten que, des de fa diverses temporades, l'actriu ha baixat molt el seu rendiment pel que fa a nivell interpretatiu i s'accentua en aquesta última tanda d'episodis. La química del personatge amb els seus companys de professió en la ficció dista molt de la dinàmica que es percebia les primeres temporades. N'hi ha que acusen d'aquest fet els guionistes de la sèrie, que no sabrien renovar els arcs argumentals del personatge.

### Premis
La famosa actriu Ellen Pompeo que ha interpretat a la Meredith Grey al llarg de la sèrie, ha guanyat un total de 8 premis.
- Premi Satellite al Millor Repartiment de Televisió: 2006
- Premi Screen Actors Guild al Millor Repartiment en una Sèrie Dramàtica: 2007
- Premi Satellite a la Millor Actriu de Sèrie Dramàtica: 2007
- Premi people’s Choice a la millor Actriu de TV de Drama: 2013,2015,2016
- Premi People's Choice a l'Estrella Femenina de Televisió de l'Any: 2021,2020